# Metlahuset
Metlahuset är en byggnad av trä som tillhör och används av Skogsforskningsinstitutet i Joensuu i Finland.
Byggnaden ligger på Joensuu universitets campus och är byggd nästan uteslutande av trä. Kontoren och laboratorierna ligger runt om en innergård och i mitten finns en konferensanläggning som påminner om en uppochnedvänd båt. Ytterväggarna är behandlade med trätjära.
Huset är uppbyggt av moduler av limträ och väggelementen är klädda med liggande granplank på utsidan och plywood på insidan. Fönsterbågar och innertak är av furu och dörrkarmarna av björk. Golvet i konferenslokalerna är av gran och ytterväggarna är klädda med aspspån. Möblerna är tillverkade av olika typer av inhemskt lövträ.
Byggnaden består av en enda brandcell och är utrustad med 
brandlarm och  sprinklersystem. Våtutrymmen och laboratorielokaler har placerats på bottenplan för att minska risken för fuktskador.
Metlahuset tilldelades Årets träpris 2005.